# Ingarö
Ingarö ( pronúncia) é uma ilha do Mar Báltico, perto da costa da província histórica da Uppland. Pertence ao município de Värmdö, do Condado de Estocolmo. Tem uma área de 63 km 2. Brunn, com uma população de 957 habitantes, é a principal localidade da ilha. 